# Persone di nome Edith
| Questa pagina contiene informazioni ricavate automaticamente dalle voci biografiche con l'ausilio del template Bio e di un bot. L'aggiornamento è periodico e automatico e ricostruisce completamente la pagina. Se manca una persona in questa lista, sei pregato di non aggiungerla, ma accertati piuttosto che la sua voce biografica contenga il template Bio e che i dati anagrafici siano correttamente compilati. Se il template Bio manca, inseriscilo tu stesso o, in alternativa, metti l'avviso {{tmp\|Bio}} che ne segnala la mancanza. Se i dati riportati sono sbagliati, correggi direttamente la voce biografica; le modifiche saranno visibili in questa lista entro pochi giorni. Per chiarimenti vedi il progetto antroponimi. La lista contiene solo le 124 persone che sono citate nell'enciclopedia e per le quali è stato implementato correttamente il template Bio. Pagina aggiornata al 16 ott 2024. |

Questa è una lista di persone presenti nell'enciclopedia che hanno il prenome Edith, suddivise per attività principale.

## Artiste(1)
- Edith Holden, artista e insegnante inglese (Kings Norton, n. 1871 - Tamigi, † 1920)

## Assassine(1)
- Edith Thompson, assassina britannica (Manor Park, n. 1893 - Holloway, † 1923)

## Astronome(1)
- Edith Wirtanen, astronoma statunitense

## Atlete paralimpiche(1)
- Edith Wolf, ex atleta paralimpica svizzera (Altishofen, n. 1972)

## Attiviste(5)
- Edith Ballantyne, attivista ceca (Jägerndorf, n. 1922)
- Edith How-Martyn, attivista britannica (Londra, n. 1875 - Sydney, † 1954)
- Edith New, attivista statunitense (Swindon, n. 1877 - Liskeard, † 1951)
- Edith Pechey, attivista e medico britannica (Langham, n. 1845 - Folkestone, † 1908)
- Edith Windsor, attivista statunitense (Filadelfia, n. 1929 - Manhattan, † 2017)

## Attrici(27)
- Edie Adams, attrice e cantante statunitense (Kingston, n. 1927 - Los Angeles, † 2008)
- Peggy Ashcroft, attrice britannica (Croydon, n. 1907 - Londra, † 1991)
- Edith Atwater, attrice statunitense (Chicago, n. 1911 - Los Angeles, † 1986)
- Edith Barrett, attrice statunitense (Boston, n. 1907 - Albuquerque, † 1977)
- Edith Borella, attrice statunitense (n. 1890 - Los Angeles, † 1974)
- Edith Clever, attrice e regista teatrale tedesca (Wuppertal, n. 1940)
- Didi Conn, attrice statunitense (New York, n. 1951)
- Edith Evans, attrice britannica (Pimlico, n. 1888 - Cranbrook, † 1976)
- Edith Evanson, attrice statunitense (Tacoma, n. 1896 - Riverside County, † 1980)
- Edie Falco, attrice statunitense (New York, n. 1963)
- Edith Fellows, attrice statunitense (Boston, n. 1923 - Woodland Hills, † 2011)
- Edith González, attrice e conduttrice televisiva messicana (Città  del Messico, n. 1964 - Città del Messico, † 2019)
- Edith Haldeman, attrice statunitense (New York, n. 1905 - New York, † 1984)
- Edith Johnson, attrice statunitense (Rochester, n. 1894 - Los Angeles, † 1969)
- Edith Lechtape, attrice e fotografa tedesca (Herne, n. 1921 - Strasburgo, † 2001)
- Edith Martínez Val, attrice e modella spagnola (Madrid, n. 1998)
- Edith Massey, attrice e cantante statunitense (San Francisco, n. 1918 - Los Angeles, † 1984)
- Edie McClurg, attrice statunitense (Kansas City, n. 1945)
- Edith Meinhard, attrice tedesca (Berlino, n. 1908 - † 1968)
- Edith Meiser, attrice e librettista statunitense (Detroit, n. 1898 - Manhattan, † 1993)
- Edith Méra, attrice italiana (Bolzano, n. 1905 - Parigi, † 1935)
- Edith Roberts, attrice statunitense (New York, n. 1899 - Los Angeles, † 1935)
- Blossom Rock, attrice statunitense (Filadelfia, n. 1895 - Los Angeles, † 1978)
- Edith Schultze-Westrum, attrice tedesca (Mainz-Kastel, n. 1904 - Monaco di Baviera, † 1981)
- Edith Storey, attrice statunitense (New York, n. 1892 - Long Island, † 1967)
- Edith Taliaferro, attrice statunitense (Richmond, n. 1894 - Newton, † 1958)
- Edith Yorke, attrice inglese (Derby, n. 1867 - Southgate, † 1934)

## Attrici teatrali(1)
- Edith Thallaug, attrice teatrale norvegese (Bærum, n. 1929 - Stoccolma, † 2020)

## Botaniche(1)
- Edith Clements, botanica statunitense (Albany, n. 1877 - Santa Barbara, † 1971)

## Cabarettiste(1)
- Edith Bouvier Beale, cabarettista e modella statunitense (New York, n. 1917 - Bal Harbour, † 2002)

## Cantanti(3)
- Edith Backlund, cantante svedese (Umeå, n. 1982)
- Edith Márquez, cantante, compositrice e attrice messicana (Città del Messico, n. 1973)
- Edith Prock, cantante tedesca (Hienheim, n. 1949)

## Cestiste(3)
- Edith Kline, cestista statunitense (Kansas City, n. 1933 - † 1997)
- Edith Nunes, cestista paraguaiana (Asunción, n. 1939 - † 2018)
- Edith Thompson, ex cestista cubana (L'Avana, n. 1990)

## Chimiche(1)
- Edith M. Flanigen, chimica statunitense (Buffalo, n. 1929)

## Compositrici di scacchi(1)
- Edith Baird, compositrice di scacchi britannica (Brixton, n. 1859 - Paignton, † 1924)

## Costumiste(1)
- Edith Head, costumista statunitense (San Bernardino, n. 1897 - Los Angeles, † 1981)

## Dirigenti pubbliche(1)
- Edith Gabrielli, dirigente pubblica italiana (Roma, n. 1970)

## Educatrici(1)
- Edith Howes, educatrice e scrittrice neozelandese (Londra, n. 1872 - Dunedin, † 1954)

## Esploratrici(1)
- Jackie Ronne, esploratrice statunitense (Baltimora, n. 1919 - Bethesda, † 2009)

## Filantrope(1)
- Edith Stuyvesant Dresser, filantropa e attivista statunitense (Newport, n. 1873 - Providence, † 1958)

## First lady(2)
- Edith Roosevelt, first lady statunitense (Norwich, n. 1861 - Oyster Bay, † 1948)
- Edith Wilson, first lady statunitense (Wytheville, n. 1872 - Washington, † 1961)

## Fotografe(1)
- Edith Watson, fotografa statunitense (East Windsor Hill, n. 1861 - Cape Cod, † 1943)

## Genetiste(1)
- Edith Heard, genetista francese (n. 1965)

## Giornaliste(1)
- Edith Fischhof Gilboa, giornalista e scrittrice austriaca (Vienna, n. 1923)

## Greciste(1)
- Edith Hall, grecista britannica (Birmingham, n. 1959)

## Infermiere(2)
- Edith Campbell, infermiera canadese (Montréal, n. 1871 - † 1951)
- Edith Cavell, infermiera britannica (Swardeston, n. 1865 - Schaerbeek, † 1915)

## Judoka(1)
- Edith Bosch, judoka olandese (Den Helder, n. 1980)

## Matematiche(1)
- Edith Alice Müller, matematica e astronoma spagnola (n. 1918 - † 1995)

## Medici(1)
- Edith Potter, medico statunitense (Clinton, n. 1901 - † 1993)

## Mezzofondiste(1)
- Edith Masai, ex mezzofondista e maratoneta keniota (n. 1967)

## Mezzosoprani(1)
- Edith Coates, mezzosoprano britannico (Lincoln, n. 1908 - Worthing, † 1983)

## Modelle(2)
- Edie Campbell, supermodella inglese (Westminster, n. 1990)
- Edie Sedgwick, modella e attrice statunitense (Santa Barbara, n. 1943 - Santa Barbara, † 1971)

## Montatrici(2)
- Edith Schlüssel, montatrice danese (n. 1899 - † 1981)
- Edith Wakeling, montatrice canadese (Montreal, n. 1879 - Los Angeles, † 1962)

## Nobildonne(2)
- Ealdgyth Swan-neck, nobildonna inglese (n. 1025 - † 1086)
- Edith Villiers, nobildonna inglese (Londra, n. 1841 - Knebworth, † 1936)

## Nobili(1)
- Matilde di Scozia, nobile scozzese (n. 1079 - † 1118)

## Numismatiche(1)
- Edith Schönert-Geiß, numismatica tedesca (Dresda, n. 1933 - Berlino, † 2012)

## Nuotatrici(1)
- Edith van Dijk, ex nuotatrice olandese (Haastrecht, n. 1973)

## Pittrici(2)
- Edith Rimmington, pittrice, poetessa e fotografa britannica (Leicester, n. 1902 - Bexhill-on-Sea, † 1986)
- Edith van der Aa, pittrice olandese (Cilacap)

## Poetesse(1)
- Edith Södergran, poetessa finlandese (San Pietroburgo, n. 1892 - Raivola, † 1923)

## Politiche(2)
- Irene Baker, politica statunitense (Sevierville, n. 1901 - Loudon, † 1994)
- Edith Green, politica e insegnante statunitense (Trent, n. 1910 - Portland, † 1987)

## Psicoanaliste(1)
- Edith Jacobson, psicoanalista statunitense (Haynau, n. 1897 - Rochester, † 1982)

## Psicologhe(1)
- Edith Eger, psicologa e scrittrice statunitense (Košice, n. 1927)

## Sacerdotesse(1)
- Edith Woodford-Grimes, sacerdotessa britannica (Malton, n. 1887 - Welwyn Garden City, † 1975)

## Schermitrici(1)
- Edith Knudsen, schermitrice danese (n. 1916)

## Sciatrici alpine(7)
- Edith Hiltbrand, ex sciatrice alpina svizzera (n. 1945)
- Edith Hölzl, sciatrice alpina austriaca
- Edith Lindner, ex sciatrice alpina austriaca (n. 1960)
- Edith Peter, ex sciatrice alpina austriaca (n. 1958)
- Edith Rozsa, ex sciatrice alpina canadese (n. 1973)
- Edith Thys, ex sciatrice alpina statunitense (San Leandro, n. 1966)
- Edith Zimmermann, ex sciatrice alpina austriaca (Lech, n. 1941)

## Scrittrici(13)
- Edith Rawdon-Hastings, X contessa di Loudoun, scrittrice scozzese (n. 1833 - † 1874)
- Edith Cooper, scrittrice e poetessa inglese (n. 1862 - † 1913)
- Edith Hahn Beer, scrittrice austriaca (Vienna, n. 1914 - † 2009)
- Edith Hamilton, scrittrice statunitense (Dresda, n. 1867 - Washington, † 1963)
- Edith Harwood, scrittrice e illustratrice britannica (n. 1866 - † 1926)
- Mary Lutyens, scrittrice britannica (Londra, n. 1908 - Londra, † 1999)
- Ngaio Marsh, scrittrice e regista teatrale neozelandese (Christchurch, n. 1895 - Christchurch, † 1982)
- Edith McKay, scrittrice e infermiera australiana (Rockhampton, n. 1891 - † 1963)
- Edith Nesbit, scrittrice inglese (Londra, n. 1858 - Friston, † 1924)
- Edith Pearlman, scrittrice statunitense (Providence, n. 1936 - Brookline, † 2023)
- Edith Oenone Somerville, scrittrice e artista irlandese (Corfù, n. 1858 - Castletownshend, † 1949)
- Edith Bruck, scrittrice, poetessa e traduttrice ungherese (Tiszabercel, n. 1931)
- Edith Wharton, scrittrice e poetessa statunitense (New York, n. 1862 - Saint-Brice-sous-Forêt, † 1937)

## Socialite(1)
- Edith Ewing Bouvier Beale, socialite statunitense (Nutley, n. 1895 - Southampton, † 1977)

## Soprani(2)
- Edith Mason, soprano statunitense (Saint Louis, n. 1892 - San Diego, † 1973)
- Edith Mathis, soprano svizzero (Lucerna, n. 1938)

## Sovrane(2)
- Edith di Mercia, regina e nobile britannica
- Edith del Wessex, regina (n. 1025 - † 1075)

## Storiche(1)
- Edith Pásztor, storica ungherese (Budapest, n. 1925 - Roma, † 2015)

## Supercentenarie(1)
- Edie Ceccarelli, supercentenaria statunitense (Willits, n. 1908 - Willits, † 2024)

## Tenniste(4)
- Edith Austin, tennista britannica (Hawarden, n. 1867 - † 1953)
- Edith Cross, tennista statunitense (San Francisco, n. 1907 - San Mateo, † 1983)
- Edith Hannam, tennista britannica (Bristol, n. 1878 - Kensington, † 1951)
- Dorothy Holman, tennista britannica (Londra, n. 1883 - Londra, † 1968)

## Traduttrici(1)
- Edith Grossman, traduttrice statunitense (Filadelfia, n. 1936 - New York, † 2023)

## Triatlete(1)
- Edith Niederfriniger, triatleta italiana (Merano, n. 1971)

## Velociste(1)
- Edith McGuire, ex velocista e lunghista statunitense (Atlanta, n. 1944)

## Violiniste(1)
- Edith Peinemann, violinista e insegnante tedesca (Magonza, n. 1937 - † 2023)

## Senza attività specificata(6)
- Edith Bratt,  britannica (Gloucester, n. 1889 - Bournemouth, † 1971)
- Edith Brown,  britannica (Città del Capo, n. 1896 - Southampton, † 1997)
- Edith Clarke, ingegnera e docente statunitense (Howard County, n. 1883 - † 1959)
- Edith Frank,  tedesca (Aquisgrana, n. 1900 - campo di sterminio di Birkenau, † 1945)
- Edith Gufler, ex tiratrice a segno italiana (Merano, n. 1962)
- Edith Stein, monaca cristiana, filosofa e mistica tedesca (Breslavia, n. 1891 - Auschwitz, † 1942)